# Альфа Мамаду Пате
Альфа Мамаду Пате (д/н — 1890) — 15-й альмамі імамату Фута-Джаллон в 1890 році.

## Життєпис
Походив з клану Сорійя. Про батьків відомостей обмаль, можливо за материнською лінією належав до клану Альфайя. За правління родича Ібрагіма Сорі II здобув провідне становище. 1887 року той оголосив Мамаду Пате своїм спадкоємцем. з цим не погодився його молодший брат Букар Біро, що повстав. Втім війська альмамі змусили Букара тікати.
1890 року після смерті Ібрагіма Сорі II Рада уламів оголошує Альфу Мамаду Пате новим альмамі імамату. Втім проти нього виступив брат Букар Біро, що дістав допомогу від французів. В результаті короткої кампанії Мамаду Пате було повалено й страчено. Новим альмамі став Букар Біро.